# Chojny (województwo łódzkie)
Chojny – wieś w Polsce położona w województwie łódzkim, w powiecie wieruszowskim, w gminie Lututów.
| SIMC    | Nazwa       | Rodzaj                          |
| ------- | ----------- | ------------------------------- |
| 0706384 | Bugaj       | część wsi                       |
| 0706390 | Groblice    | część wsi                       |
| 0706409 | Kaczmarskie | część wsi                       |
| 0706415 | Kresy       | część wsi                       |
| 0989695 | Pastwiska   | część wsi (zniesiona w 2023 r.) |

W latach 1975–1998 miejscowość administracyjnie należała do województwa sieradzkiego.
Na terenie wsi znajduje się kościół pw. św. Maksymiliana Marii Kolbe. Działa tam też jednostka Ochotniczej Straży Pożarnej.